# ふしぎな赤い長ぐつ
『ふしぎな赤い長ぐつ』（原題：William's Wish Wellingtons 、略称：WWW）は、1994年より英国で放送された子供向けアニメシリーズ。5分という短い放送時間で主人公が魔法の長靴で活躍する物語を描いている。

## 概要
願い事がかなう不思議な長靴をはいた男の子、ウィリアムが主人公のイギリス製アニメ。声は小林聡美が担当。フジテレビ系列『ポンキッキーズ』の中で放送。後にカートゥーン ネットワーク「ピぽらぺポら」枠で放送された。 

## 登場人物
ウィリアム / William
声 - 小林聡美 / アンドリュー・ザックス
本作の主人公。ママに真新しいピカピカの真っ赤なゴム長靴を買ってもらい、晴れの日でも履いている。その長靴は「ウィッシュ ウェリントンズ」と呼ばれ、履いている人間の望みを叶える『魔法の長靴』である。

## 物語
一話完結のSF仕立ての冒険物語。たいていはハッピーエンドだが、主人公が何かしら教訓を得る場合もある。